# Distrito Federal de Brasil (1889-1960)

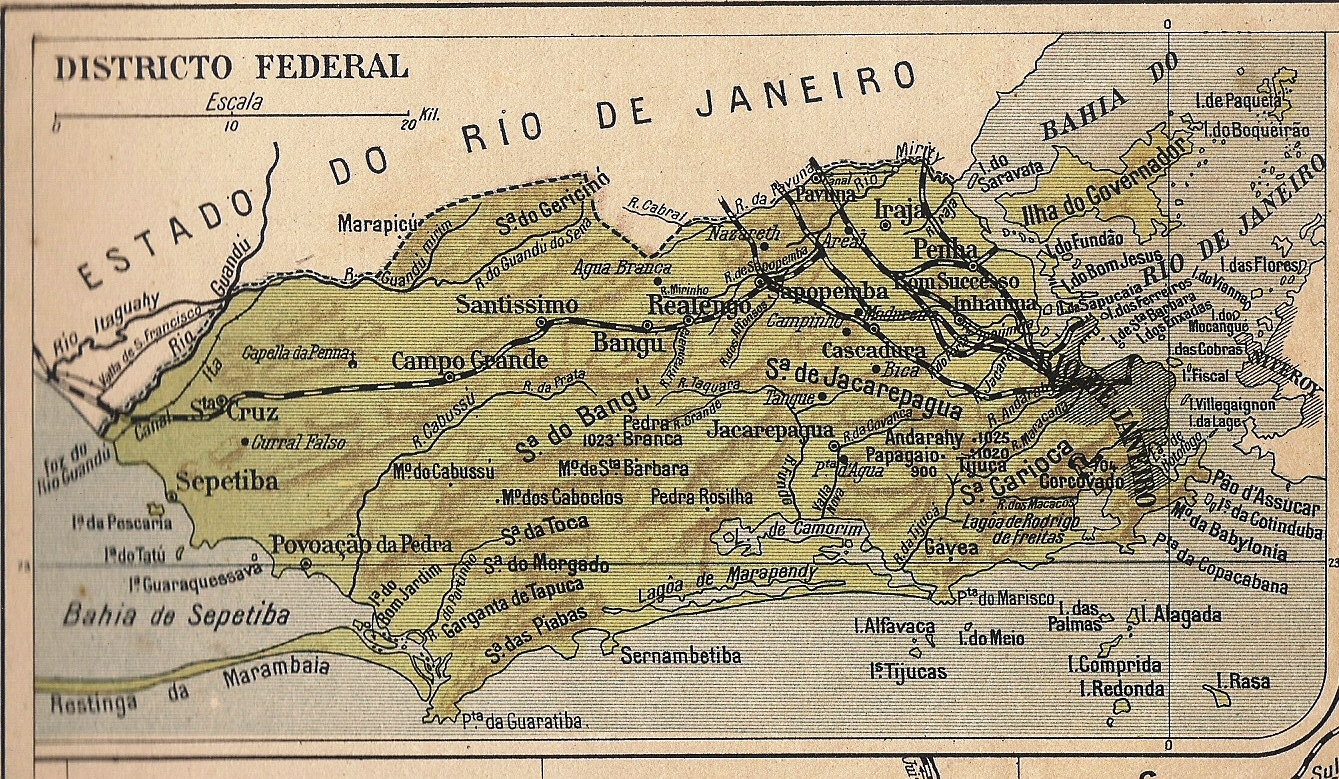
El antiguo Distrito Federal, Brasil, que existió en el territorio correspondiente a la actual ubicación del municipio de Río de Janeiro.

El Distrito Federal fue una división político-administrativa del Brasil creada por la Constitución de los Estados Unidos del Brasil de 1891. Durante el Imperio del Brasil la unidad administrativa que correspondía a su territorio se denominaba Municipio Neutro. Era una persona jurídica de derecho público con jurisdicción, hasta 1960, en el territorio correspondiente a la actual ubicación del municipio de Río de Janeiro.
Con la transferencia de la capital a la recién creada ciudad de Brasília, el nuevo Distrito Federal fue creado en la Meseta Central de Brasil en 1960 en virtud de la Ley 2 874 de 19 de septiembre de 1956. De 1960 a 1975 en el mismo territorio existió el estado de la Guanabara.